# Ian Kaminski
Pour les articles homonymes, voir Kaminski et Kaminsky.
Temple de la renommée russe : 1993
Ian Bronislavovitch Kaminski - en russe : Ян Брониславович Каминский, et en anglais : Yan Kaminsky - (né le 28 juillet 1971 à Penza en URSS) est un joueur professionnel russe de hockey sur glace devenu entraîneur. Il évoluait au poste d'ailier. Il est le père de Jan Kaminski.

## Biographie

### Carrière de joueur
En 1988, il commence sa carrière avec le Dizel Penza dans la Vyschaïa Liga. Avec le HK Dinamo Moscou il remporte le championnat d'URSS 1991 puis le championnat de Russie 1992 et 1993. Il est choisi au cours du repêchage d'entrée 1999 dans la Ligue nationale de hockey par les Jets de Winnipeg en 5e ronde, en 99e position. Il part en Amérique du Nord en 1993. Alors qu'il a joué un match avec les Jets, il est échangé aux Islanders de New York le 1er février 1994 en retour de Wayne McBean. Il remporte la Coupe Turner 1996 avec les Grizzlies de l'Utah. Il met un terme à sa carrière en 1997.

### Carrière internationale
Il a représenté l'URSS puis la Russie au niveau international.

## Statistiques

### En club
| Saison     | Équipe                   | Ligue         |    | Saison régulière | Saison régulière | Saison régulière | Saison régulière | Saison régulière |    | Séries éliminatoires | Séries éliminatoires | Séries éliminatoires | Séries éliminatoires | Séries éliminatoires |
| Saison     | Équipe                   | Ligue         | PJ | B                | A                | Pts              | Pun              | PJ               | B  | A                    | Pts                  | Pun                  |                      |                      |
| 1987-1988  | Dizel Penza              | Vyschaïa liga | 43 | 10               | 7                | 17               | 12               |                  |    |                      |                      |                      |                      |                      |
| 1989-1990  | Dinamo Moscou            | URSS          | 6  | 1                | 0                | 1                | 4                |                  |    |                      |                      |                      |                      |                      |
| 1990-1991  | Dinamo Moscou            | URSS          | 25 | 10               | 5                | 15               | 2                |                  |    |                      |                      |                      |                      |                      |
| 1991-1992  | Dinamo Moscou            | Superliga     | 35 | 8                | 7                | 15               | 22               |                  |    |                      |                      |                      |                      |                      |
| 1991-1992  | HC Fribourg-Gottéron     | LNA           | 1  | 0                | 0                | 0                | 0                |                  |    |                      |                      |                      |                      |                      |
| 1992-1993  | Dinamo Moscou            | Superliga     | 39 | 15               | 14               | 29               | 12               |                  |    |                      |                      |                      |                      |                      |
| 1993-1994  | Hawks de Moncton         | LAH           | 33 | 9                | 13               | 22               | 6                | --               | -- | --                   | --                   | --                   |                      |                      |
| 1993-1994  | Jets de Winnipeg         | LNH           | 1  | 0                | 0                | 0                | 0                | --               | -- | --                   | --                   | --                   |                      |                      |
| 1993-1994  | Islanders de New York    | LNH           | 23 | 2                | 1                | 3                | 4                | 2                | 0  | 0                    | 0                    | 4                    |                      |                      |
| 1994-1995  | Grizzlies de Denver      | LIH           | 38 | 17               | 16               | 33               | 14               | 15               | 6  | 6                    | 12                   | 0                    |                      |                      |
| 1994-1995  | Islanders de New York    | LNH           | 2  | 1                | 1                | 2                | 0                | --               | -- | --                   | --                   | --                   |                      |                      |
| 1995-1996  | Grizzlies de l'Utah      | LIH           | 16 | 3                | 3                | 6                | 8                | 21               | 3  | 5                    | 8                    | 4                    |                      |                      |
| 1996-1997  | Grizzlies de l'Utah      | LIH           | 77 | 28               | 27               | 55               | 18               | 7                | 1  | 4                    | 5                    | 0                    |                      |                      |
| 1997-1998  | Lukko Rauma              | SM-liiga      | 38 | 5                | 8                | 13               | 33               | --               | -- | --                   | --                   | --                   |                      |                      |
| 1998-1999  | Grizzlies de l'Utah      | LIH           | 56 | 11               | 17               | 28               | 12               | --               | -- | --                   | --                   | --                   |                      |                      |
| 1998-1999  | Griffins de Grand Rapids | LIH           | 7  | 0                | 2                | 2                | 0                | --               | -- | --                   | --                   | --                   |                      |                      |
| Totaux LNH | Totaux LNH               | Totaux LNH    | 26 | 3                | 2                | 5                | 4                | 2                | 0  | 0                    | 0                    | 4                    |                      |                      |

### En équipe nationale
| Année | Compétition                 |   | PJ | B | A | Pts | Pun               |  | Résultats |
| 1989  | Championnat d'Europe junior | 6 | 2  | 2 | 4 | 6   | Médaille d'or     |  |           |
| 1990  | Championnat du monde junior | 7 | 2  | 0 | 2 | 0   | Médaille d'argent |  |           |
| 1991  | Championnat du monde junior | 6 | 1  | 1 | 2 | 6   | Médaille d'argent |  |           |
| 1993  | Championnat du monde        | 8 | 2  | 2 | 4 | 4   | Médaille d'or     |  |           |